# Silas Lageman
Pour les articles homonymes, voir Lageman.
Silas Lageman né le 6 mars 2001, est un joueur néerlandais de hockey sur gazon. Il évolue au poste de milieu de terrain au SV Kampong et avec l'équipe nationale néerlandaise.

## Carrière
Il a fait ses débuts en équipe première le 2 juin 2022 à Nimègue contre l'Argentine lors de la Ligue professionnelle 2021-2022.

## Palmarès
- : 1er à la Ligue professionnelle 2021-2022.